# Tupiczyce
Tupiczyce, Tupice – dawna wieś nad Jeziorem Bobrowickim. Miejsce, w którym się znajdowała współcześnie położone jest na Białorusi, w obwodzie brzeskim, w rejonie iwacewickim, w sielsowiecie Telechany, na terenie Wygonowskiego Rezerwatu Krajobrazowego.

## Historia
Wieś pojawia się w źródłach od XVI w.
W dwudziestoleciu międzywojennym leżały w Polsce, w województwie poleskim, w powiecie kosowskim/iwacewickim, do 1 stycznia 1926 w gminie Borki-Hiczyce, następnie w gminie Święta Wola.
12 września 1942 Tupiczyce oraz sąsiednie wsie Bobrowicze, Kraśnica i Wiado zostały spalone wraz z mieszkańcami przez esesmanów z niemieckiej ekspedycji karnej. Po wojnie wsi nie odbudowano.
Obecnie o istnieniu wsi przypomina obelisk upamiętniający pomordowanych przez Niemców mieszkańców, postawiony w czasach sowieckich. W miejscu Tupiczyc oraz nieodległego Wiada i pól otaczających obie wsie rozwinęła się niewielka pustynia antropogeniczna.